# Aniba pedicellata
Aniba pedicellata é uma espécie de planta da família Lauraceae. É conhecida apenas por um único espécime coletado em 1938 e ocorre apenas no Rio de Janeiro, Brasil.